# Винко Витезица
Винко Витезица (Трогир, 5. април 1886 – Загреб, 7. јун 1974) био је југословенски историчар књижевности, професор Филозофског факултета и Глумачко-балетске школе у Београду, драматург и преводилац.

## Биографија
Гимназију је завршио у Сплиту, а 1917. године филозофију на Филозофском факултету у Бечу.
1923. године постаје асистент, а од 1924 до 1937. године је доцент за Упоредну историју књижевности и за Теорију књижевности на Филозофском факултету у Београду.
Од 1937. до 1941. године је водио Одсек за књижевност и уметност у Министарству просвете и предавао је Историју драмске књижевности и Историју уметности на тадашњој Музичкој и Уметничкој академији у Београду.

## Дела
Писао је есеје и приказе из области литературе, сликарства, музике и позоришног живота. Посебну пажњу је поклањао античкој књижевности. Као историчар књижевности, настојао је да књижевне појаве код нас доведе у везу са токовима светске литертуре илуструјући примерима утицаје појединих европских класика на југословенске писце.
Написао је више радова из области упоредне књижевности и теорије књижевности, од којих су најважнији: 
- Студија о Хамлету (Београд 1924),

- Античка и хришћанска књижевност  (Београд 1928),

- Преглед светске књижевности, (Београд 1928),

- Поетика (Београд 1929),

- Естетике Бенедета Крочеа (Београд 1934) - Превод са уводном студијом о естетици и филозофији Бенедета Крочеа,

- Саставио је Антологију народне поезије (Београд 1937) са уводном студијом о народној поезији

- Микеланђело (Београд 1937) [2][3]